# Rodman
Rodman és una població dels Estats Units a l'estat d'Iowa. Segons el cens del 2000 tenia 56 habitants.

## Demografia
Segons el cens del 2000, Rodman tenia 56 habitants, 24 habitatges, i 16 famílies. La densitat de població era de 127,2 habitants/km².
Dels 24 habitatges en un 33,3% hi vivien nens de menys de 18 anys, en un 45,8% hi vivien parelles casades, en un 8,3% dones solteres, i en un 33,3% no eren unitats familiars. En el 33,3% dels habitatges hi vivien persones soles el 12,5% de les quals corresponia a persones de 65 anys o més que vivien soles. El nombre mitjà de persones vivint en cada habitatge era de 2,33 i el nombre mitjà de persones que vivien en cada família era de 2,94.
Per edats la població es repartia de la següent manera: un 25% tenia menys de 18 anys, un 7,1% entre 18 i 24, un 25% entre 25 i 44, un 32,1% de 45 a 60 i un 10,7% 65 anys o més.
L'edat mediana era de 40 anys. Per cada 100 dones de 18 o més anys hi havia 100 homes.
La renda mediana per habitatge era de 29.063 $ i la renda mediana per família de 31.250 $. Els homes tenien una renda mediana de 28.438 $ mentre que les dones 16.250 $. La renda per capita de la població era de 15.347 $. Cap de les famílies estaven per davall del llindar de pobresa.

## Poblacions més properes
El següent diagrama mostra les poblacions més properes.